# Пырлог, Виталий Васильевич
Виталий Васильевич Пырлог (рум. Vitalie Pîrlog; род. 28 июля 1974, Ниспорены, Молдавская ССР, СССР) — молдавский политический деятель, юрист. Исполняющий обязанности премьер-министра Республики Молдова (2009), доктор юридических наук.

## Биография
Виталий Пырлог родился 28 июля 1974 года в городе Ниспорены Молдавской ССР.
В 1992 году поступил в Международный независимый университет Молдовы на факультет права, в 1997 году окончил обучение и получил диплом по специальности «Международное право».
С 1993 по 1997 год работал консультантом по юридическим вопросам в частной компании.
В январе 2001 года был назначен заместителем начальника Управления правительственного агента и международных отношений министерства юстиции Республики Молдова, с 2001 по 2006 год был представителем правительства Молдовы в Европейском суде по правам человека.
С 20 сентября 2006 по 25 сентября 2009 года занимал должность министра юстиции Республики Молдова.
С 14 по 25 сентября 2009 года — исполняющий обязанности премьер-министра Республики Молдова.
С 2009 по 2017 год возглавлял общественную ассоциацию «Альянс за юстицию и права человека».
В 2013 году получил звание доктора юридических наук, защитив диссертацию по теме «Совместимость Европейской Конвенции по Правам Человека с Конституцией Республики Молдова в области свободы выражения мнений».
На 85-й Генеральной Ассамблее Интерпола, состоявшейся на Бали, Индонезия, в период 7-10 ноября 2016 года, большинством голосов был избран членом Комиссии по контролю за файлами Интерпола (CCF), сроком на пять лет.
11 марта 2017 года Виталий Пырлог был избран Председателем Комиссии по контролю за файлами Интерпола (CCF).
В период 21 декабря 2017 года – 21 февраля 2018 года занимал должность Директора Службы информации и безопасности Республики Молдовы, в соответствии с решением Парламента Республики Молдова.
Владеет румынским, французским и русским языками.